# うしかい座矮小銀河
うしかい座矮小銀河（Boötes Dwarf Galaxy、Boo I dSph）は、合計の明るさが太陽の10万倍で、絶対等級が-5.8の淡い銀河である。絶対等級が-6.8のリゲルよりも暗い。うしかい座の方角に、約197,000光年先にある。銀河系の伴銀河で、銀河系からの潮汐力によって引き裂かれており、2本の腕が十字に交わっている。